# サンマリノの政治

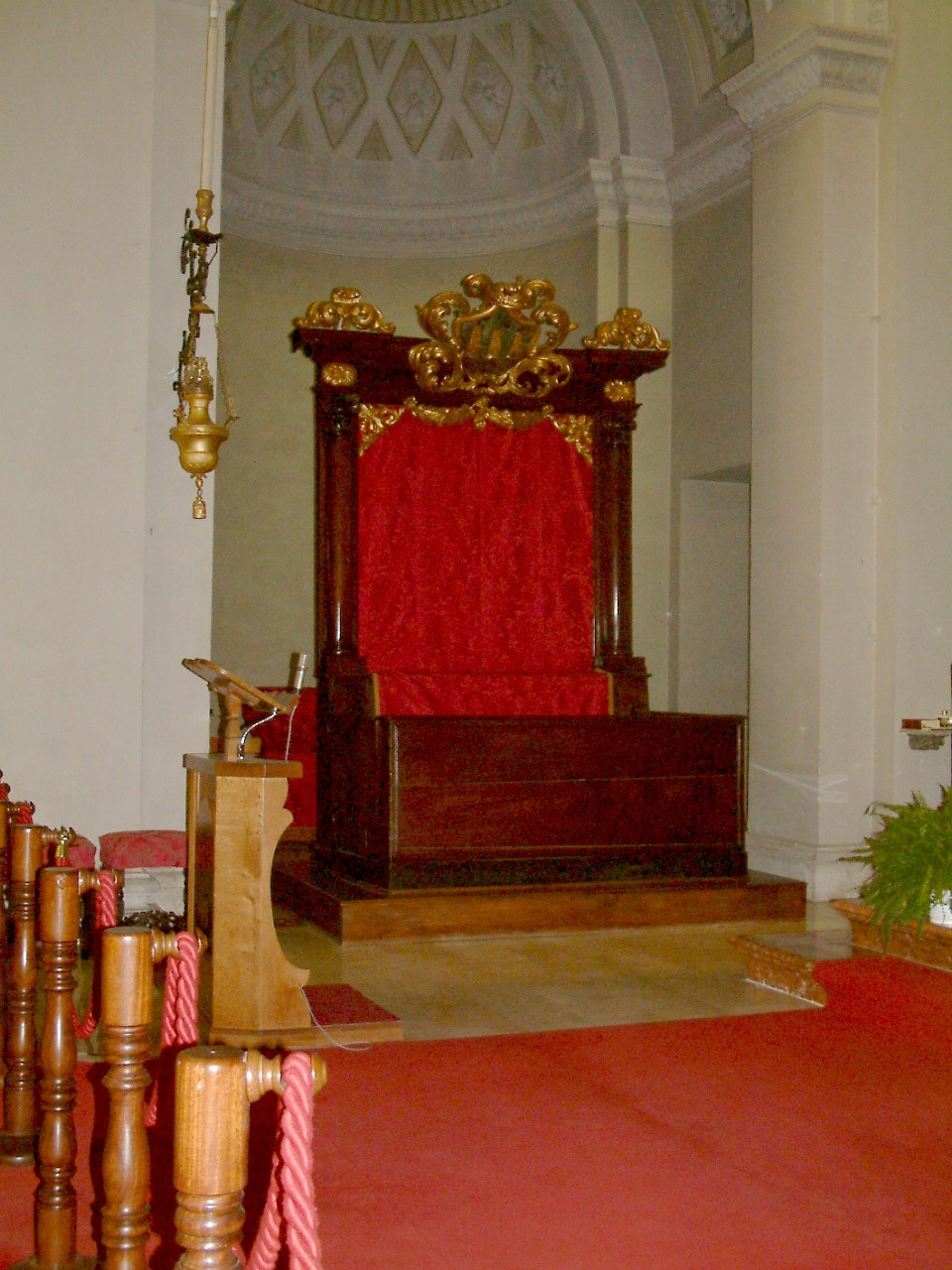
執政の椅子

サンマリノの政治（サンマリノのせいじ）では、サンマリノ共和国の政治について記述する。サンマリノは憲法に基づいて統治される。

## 元首
国家元首は2名の執政（Capitani Reggenti）で、任期は6か月である。大評議会（後述）の議員による互選で選出され、毎年4月1日と10月1日から着任する。
執政が1名でなく2名で、任期も6か月と短いのは、特定の執政による独裁化を防ぐためとされる。共和制ローマにおいても執政官は2名であった。現在、元首が同時に複数存在する国はサンマリノとアンドラのみである。

## 立法
立法機関は一院制の大評議会である。定数は60、議員の任期は5年で、行政区を単位とする9選挙区から比例代表制で選出される。

## 行政
執政が主催する行政評議会が行政権を有する。

## 司法
サンマリノの裁判は外国人の裁判官によって行われる。国民全員が半ば「顔見知り」の状態であり、自国民では中立公平な裁判ができないという理由による。